# Huracán María
El huracán María fue un ciclón tropical mortífero que devastó Dominica, las Islas Vírgenes de los Estados Unidos y Puerto Rico en septiembre de 2017. Se considera el peor desastre natural registrado en esas islas y también es el huracán más mortífero en el Atlántico desde el huracán Jeanne en 2004. María fue el décimo más intenso de huracanes del Atlántico y el ciclón tropical más intenso del mundo en 2017. Fue la décima tercera tormenta, el octavo huracán consecutivo, el cuarto huracán mayor, el segundo huracán de categoría 5 y la tormenta más mortífera de la hiperactiva temporada de huracanes del Atlántico de 2017. En su punto álgido, el huracán causó una destrucción catastrófica y numerosas muertes en todo el noreste del Caribe, agravando los esfuerzos de recuperación en las áreas de las Islas de Sotavento golpeadas por el huracán Irma. Las pérdidas totales causadas por el huracán se estiman en más de $92 mil millones (USD 2017), principalmente en Puerto Rico, lo que lo ubica como el tercer ciclón tropical más costoso del mundo.
Procedente de una onda tropical, María se convirtió en tormenta tropical el 16 de septiembre de 2017, al este de las Antillas Menores. Las condiciones ambientales altamente favorables permitieron que la tormenta experimentara una intensificación explosiva cuando se acercaba al arco de la isla. El huracán alcanzó como categoría 5 el 18 de septiembre, justo antes de tocar tierra en Dominica, convirtiéndose en el primer huracán categoría 5 registrado para atacar la isla. Después de debilitarse ligeramente debido al cruce de Dominica, María alcanzó su intensidad máxima en el Caribe oriental con vientos sostenidos máximos de 175 mph (280 km/h) y una presión de 908 mbar (hPa; 26.81 inHg). El 20 de septiembre, se llevó a cabo un ciclo de reemplazo de la pared del ojo, debilitando a María a un huracán categoría 4 a 5 de alto nivel en el momento en que azotó a Puerto Rico. La interacción con la tierra debilitó aún más el huracán, aunque recobró algo de fuerza al moverse al noreste de las Bahamas. Avanzando lentamente hacia el norte, María se degradó gradualmente y se debilitó hasta convertirse en una tormenta tropical el 28 de septiembre. Dejando a su grave daño forestal, la vida silvestre, fauna y especies de aves y cultivos devastados. Las comunicaciones colapsaron en su totalidad.  El servicio eléctrico con daños de 4B con apagón de hasta 1 año sin servicio eléctrico en zonas de Puerto Rico. Desintegración en los vientos del oeste, María aceleró hacia el este y luego al este-noreste sobre el Atlántico abierto, se convirtió en ciclón extratropical el 30 de septiembre y se disipó el 2 de octubre de 2017.
María provocó una devastación catastrófica en la zona de Dominica, que sufrió un apagón en toda la isla. Gran parte del parque de viviendas y la infraestructura quedaron sin posibilidad de reparación, mientras que la exuberante vegetación de la isla quedó prácticamente erradicada. Las islas de Guadalupe y Martinica sufrieron inundaciones generalizadas, techos dañados y árboles arrancados. Puerto Rico también sufrió daños catastróficos y una gran crisis humanitaria; la mayor parte de la población de la isla sufrió inundaciones y falta de recursos. La tormenta causó el peor apagón eléctrico en la historia de los Estados Unidos; el 13 de junio de 2018, miles de hogares y empresas seguían sin electricidad. María fue el tercer huracán principal consecutivo que amenazó a las Islas de Sotavento en dos semanas, después de que Irma tocó tierra en varias de las islas dos semanas antes y el huracán José pasó peligrosamente cerca poco después, trayendo vientos de tormenta tropical a Barbuda.
El 28 de agosto de 2018, Puerto Rico revisó su cuenta oficial de 64 muertos en el huracán hasta 4645, lo que hace un total de 4727 muertos: se estima que 4645 murieron en Puerto Rico, 65 en Dominica, 5 en la República Dominicana, 4 en los Estados Unidos contiguos, 3 en Haití, 2 en Guadalupe y 3 en las Islas Vírgenes de los Estados Unidos. María es el huracán más mortal en Dominica desde el huracán Padre Ruíz de 1834 y el más mortal en Puerto Rico desde el huracán San Ciriaco de 1899. El número de muertos en Puerto Rico fue reportado inicialmente como 64 por las autoridades puertorriqueñas, pero se revisó después de que varios estudios estimaron que entre 1400 y 5740 muertes fueron atribuibles a la tormenta. La estimación oficial de 2975 se basa en un estudio encargado por el gobernador de Puerto Rico, donde los investigadores de la Universidad George Washington desarrollaron modelos estadísticos de exceso de mortalidad atribuible a María, incluidas las muertes directas e indirectas. Los investigadores atribuyen la discrepancia con el recuento de muertes inicial a la "falta de conocimiento de las prácticas apropiadas de certificación de muertes después de un desastre natural" entre los médicos que informan muertes a agencias de estadísticas vitales.

## Historia meteorológica

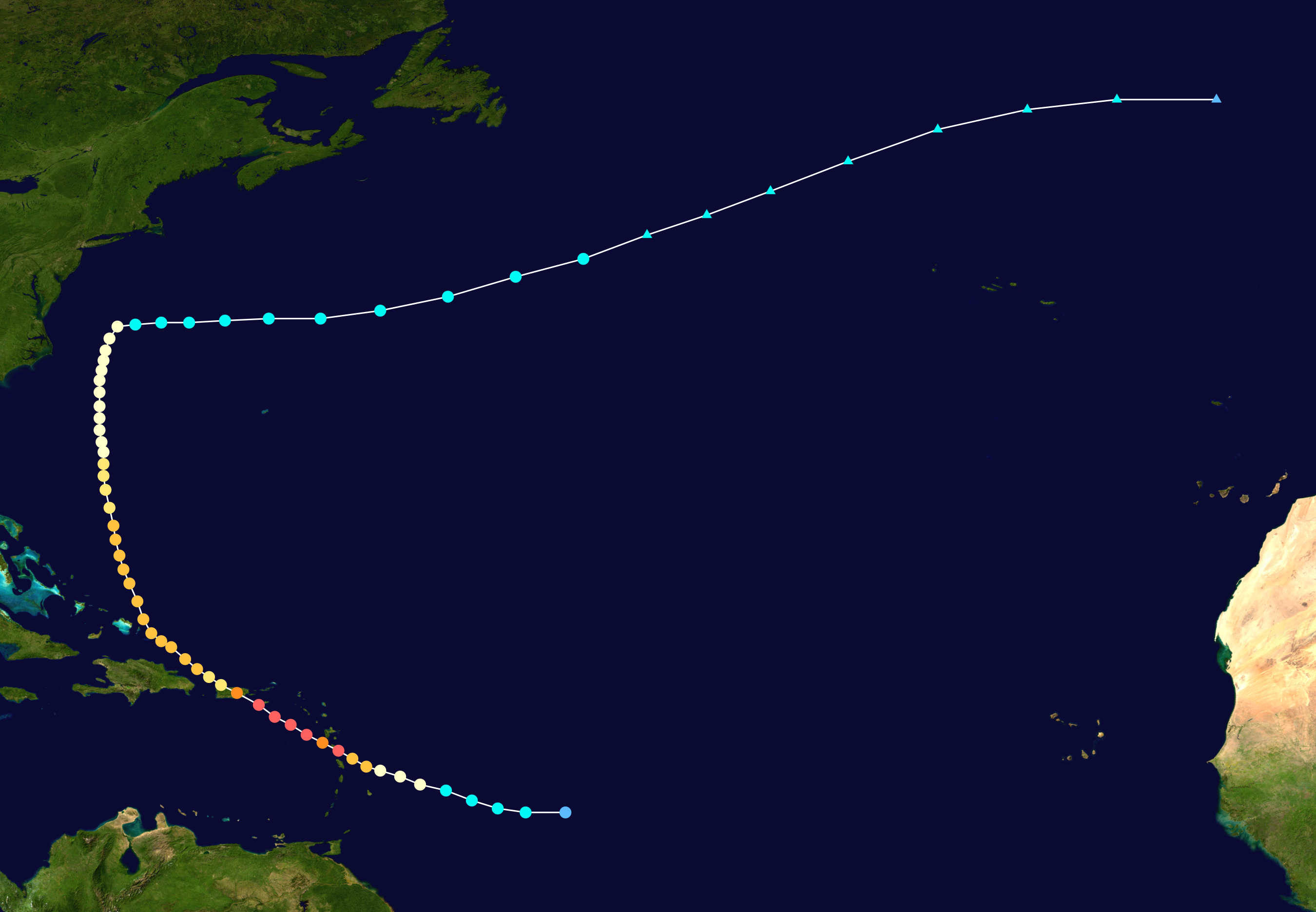
Trayectoria del huracán María

María se originó a partir de una onda tropical que dejó la costa occidental de África el 12 de septiembre. La organización gradual ocurrió a medida que avanzaba hacia el oeste a través del Atlántico tropical bajo la influencia de una cordillera de nivel medio que se ubicaba al norte del sistema, y para las 12:00 UTC del 16 de septiembre, se había convertido en la depresión tropical Quince, a medida que la convección profunda se consolidaba y se convertía en bandas curvas que se envolvían en un centro de circulación cada vez más definido. En ese momento, se encontraba a unas 665 millas (1070 km) al este de Barbados. Las condiciones favorables a lo largo de la trayectoria del sistema consistieron en temperaturas cálidas de la superficie del mar de 84 °F (29 °C), baja cizalladura del viento y abundante humedad en el aire que permitió que la perturbación se consolidara y se convirtiera en tormenta tropical María seis horas después, luego de que las imágenes satelitales indicaron que La circulación de bajo nivel de la onda se había definido bien. María se fortaleció gradualmente, y para fines del 17 de septiembre, aunque el centro se había expuesto temporalmente, una explosión convectiva sobre el centro permitió que se convirtiera en un huracán. Poco después, se produjo una intensificación explosiva, y María casi duplicó sus vientos de 140 km/h (85 mph), un huracán de categoría 1 a 165 mph (270 km/h), un huracán de categoría 5 en solo 24 horas. hora en que se ubicó a solo 15 millas (25 km) al este-sureste de Dominica a fines del 18 de septiembre; la tasa de intensificación que se produjo se ha superado solo unas pocas veces del Atlántico desde que comenzaron los registros. María tocó tierra en Dominica a las 01:15 UTC del 19 de septiembre. convirtiéndose en el primer huracán de categoría 5 registrado para atacar a la nación isleña.
Al ingresar al mar Caribe, María se debilitó levemente a un huracán de categoría 4 debido a la interacción de la tierra con la isla de Dominica, sin embargo, rápidamente se convirtió en un huracán de categoría 5 y alcanzó su intensidad máxima con vientos de 175 mph (280 km/h) y presión de 908 mbar (hPa; 26.81 inHg) a las 03:00 UTC del 20 de septiembre, mientras que el sureste de Puerto Rico; esto lo clasifica como el décimo huracán más intenso del Atlántico desde que comenzaron los registros confiables. Un ciclo de reemplazo de la pared del ojo causó que María se debilitara a la fuerza de la Categoría 4 antes de tocar tierra cerca de Yabucoa, Puerto Rico a las 10:15 UTC (6:15 a. m. hora local) ese día con vientos de 155 mph (250 km/h), el más intenso en la isla desde el huracán San Felipe Segundo de 1928. María se debilitó significativamente mientras atravesaba Puerto Rico, pero pudo reincidir en un gran huracán una vez que emergió sobre el Atlántico esa misma tarde, y finalmente alcanzó una intensidad máxima secundaria con vientos de 125 mph (205 km/h) el 22 de septiembre, mientras que el norte de La Española.
| Huracanes más intensos del Océano Atlántico | Huracanes más intensos del Océano Atlántico | Huracanes más intensos del Océano Atlántico | Huracanes más intensos del Océano Atlántico | Huracanes más intensos del Océano Atlántico | Huracanes más intensos del Océano Atlántico |
| Rank                                        | Huracán                                     | Año                                         | Presión                                     | Presión                                     |                                             |
| Rank                                        | Huracán                                     | Año                                         | hPa                                         | inHg                                        |                                             |
| ------------------------------------------- | ------------------------------------------- | ------------------------------------------- | ------------------------------------------- | ------------------------------------------- | ------------------------------------------- |
| 1                                           | Wilma                                       | 2005                                        | 882                                         | 26.05                                       |                                             |
| 2                                           | Gilbert                                     | 1988                                        | 888                                         | 26.23                                       |                                             |
| 3                                           | "Día de Trabajo"                            | 1935                                        | 892                                         | 26.34                                       |                                             |
| 4                                           | Rita                                        | 2005                                        | 895                                         | 26.43                                       |                                             |
| 4                                           | Milton                                      | 2024                                        | 895                                         | 26.43                                       |                                             |
| 6                                           | Allen                                       | 1980                                        | 899                                         | 26.55                                       |                                             |
| 7                                           | Camille                                     | 1969                                        | 900                                         | 26.58                                       |                                             |
| 8                                           | Katrina                                     | 2005                                        | 902                                         | 26.64                                       |                                             |
| 9                                           | Mitch                                       | 1998                                        | 905                                         | 26.73                                       |                                             |
| 9                                           | Dean                                        | 2007                                        | 905                                         | 26.73                                       |                                             |
| Fuente: HURDAT                              |                                             |                                             |                                             |                                             |                                             |

María comenzó a fluctuar en intensidad durante los próximos días a medida que el ojo aparecía y desaparecía periódicamente, mientras se acercaba lentamente a la costa este de los Estados Unidos, aunque la cizalladura del viento del suroeste debilitaba gradualmente el huracán. Para el 25 de septiembre, superó las temperaturas más frías de la superficie del mar que el huracán José había dejado una semana antes, lo que provocó el colapso de su núcleo interno y la estructura de la tormenta que cambió significativamente. El 28 de septiembre, un canal que comenzaba a surgir en el noreste de los Estados Unidos llevó a María hacia el este hacia el mar, mientras que también se debilitaba ante una tormenta tropical. Las ráfagas periódicas de convección cerca del centro lograron mantener la intensidad de María mientras aceleraba de este a noreste a través del Océano Atlántico norte, pero la interacción con una zona frontal invasora finalmente hizo que la tormenta se convirtiera en un ciclón extratropical el 30 de septiembre, que continuó hacia el este -Norte al noreste, antes de disiparse el 2 de octubre.
El 28 de agosto de 2018 (casi un año después del huracán), Puerto Rico revisó su cuenta oficial de 64 muertos en el huracán hasta 2975, lo que hace un total de 3057 muertos: se estima que 2975 murieron en Puerto Rico, 65 en Dominica, 5 en la República Dominicana, 4 en los Estados Unidos contiguos, 3 en Haití, 2 en Guadalupe y 3 en las Islas Vírgenes de los Estados Unidos. María es el huracán más mortal en Dominica desde el huracán Padre Ruíz de 1834 y el más mortal en Puerto Rico desde el huracán de San Ciriaco de 1899. El número de muertos en Puerto Rico fue reportado inicialmente como 64 por las autoridades puertorriqueñas, pero se revisó después de que varios estudios estimaron que entre 1400 y 5740 muertes fueron atribuibles a la tormenta. La estimación oficial de 2975 se basa en un estudio encargado por el gobernador de Puerto Rico, donde los investigadores de la Universidad George Washington desarrollaron modelos estadísticos de exceso de mortalidad atribuible a María, incluidas las muertes directas e indirectas. Los investigadores atribuyen la discrepancia con el recuento de las muertes iniciales a la "falta de conocimiento de las prácticas adecuadas para la certificación de las muertes de un desastre natural" entre los médicos que informan a las agencias de estadísticas vitales.

## Preparaciones
Tras la iniciación de los primeros avisos del Centro Nacional de Huracanes (NHC) para el sistema que se convertiría en tormenta tropical María en la mañana del 16 de septiembre, el gobierno de Francia emitió alertas de tormenta tropical para las islas de Martinica y Guadalupe, mientras que Santa Lucía emitió una alerta de tormenta tropical para sus ciudadanos, y el gobierno de Barbados emitió una vigilancia similar para Dominica. Barbados declararía más tarde ese día una alerta de tormenta tropical para sus ciudadanos y San Vicente y las Granadinas. El gobierno de Antigua y Barbuda emitió avisos de huracán para las islas de Antigua, Barbuda, St. Kitts, Nevis y Montserrat en el momento del segundo aviso del NHC que declaró a María una tormenta tropical.

## Impacto

### Islas de Barlovento
Las lluvias externas de María produjeron intensas  y fuertes ráfagas a través de las islas de Barlovento meridionales. Los aeropuertos Hewanorra y George F.L. Charles de Santa Lucía registraron respectivamente 4.33 pulgadas (110 mm) y 3.1 pulgadas (80 mm) de lluvia, aunque las mayores cantidades cayeron en otras partes de la isla. Deslizamientos de roca dispersos, deslizamientos de tierra y árboles desarraigados causaron daños menores y bloquearon algunos caminos. Varios distritos experimentaron apagones localizados debido a líneas eléctricas derribadas o dañadas. El sector agrícola, especialmente la industria bananera, sufrió pérdidas por los vientos.
Las fuertes precipitaciones de 3-5 pulgadas (75-125 mm) causaron inundaciones dispersas a través de Barbados. En la iglesia de Cristo, las aguas de la inundación atraparon a residentes del vecindario de Goodland en sus hogares e inundaron las calles del negocio de la brecha de Saint Lawrence. María aumentó el oleaje costero que inundó las aceras próximas de las calles de Bridgetown y dañó barcos mientras los operadores tenían dificultades para asegurar sus buques. Altos vientos desencadenaron una interrupción de energía en toda la isla y derribaron un cocotero en una residencia en Saint Joseph.

### Dominica
Las lluvias antes del huracán causaron varios deslizamientos de tierra en esta república, ya que los niveles de agua a través de la isla comenzaron a subir en la tarde del 18 de septiembre. María aterrizó a las 21:35 AST ese día (1:35 UTC, 19 de septiembre) como un huracán de categoría 5 con vientos de 160 mph (260 km/h). Los vientos extremos soplaron los techos de muchas casas, incluyendo la residencia oficial del primer ministro Roosevelt Skerrit, que requirió el rescate cuando su hogar comenzó a inundarse. Skerrit llamó a la devastación "alucinante" e indicó que la prioridad inmediata era rescatar a los sobrevivientes en lugar de evaluar el daño. La situación en Dominica permaneció confusa por lo menos un día después del paso del huracán, pues los servicios derribados de la célula, de la radio y del Internet eliminaron eficazmente la isla del mundo exterior. Los primeros informes de radio de Roseau el 19 de septiembre indicaban "devastación total", con la mitad de la ciudad inundada, coches varados y tramos de área residencial "aplanados".
A la mañana siguiente, las primeras tomas aéreas comenzaron a revelar el alcance del daño en la isla. Los barrios estaban repletos de escombros estructurales mientras las hileras de casas a lo largo de toda la costa se volvían inhabitables. Según las estimaciones iniciales, el huracán causó daños al 90 % de las estructuras en Dominica, incluyendo a los tejados de los que habían servido como refugios. Devastó el hospital primario de la isla, comprometiendo la seguridad de sus pacientes. La población sufrió una escasez de agua en toda la isla debido a las tuberías desarraigadas en la estela de María. La Agencia Caribeña para el Manejo de Emergencias por Desastres (CDEMA) estima que el huracán ha causado daños por "miles de millones de dólares". A partir del 25 de septiembre, hay 27 muertes confirmadas en toda la isla con otros 27 desaparecidos.

### Martinica
Pasando 30 millas (50 kilómetros) de las costas del norte, María trajo lluvias torrenciales y fuertes ráfagas a Martinica pero ahorró la isla de su campo de viento de la fuerza del huracán, que en ese entonces extendió 25 millas (35 kilómetros) alrededor del ojo. La comuna de Le Marigot registró 6.7 pulgadas (170 mm) de lluvia en un período de 24 horas. Para el 19 de septiembre, María había eliminado el poder a 70 000 hogares, aproximadamente el 40 % de la población.El servicio de agua se redujo a 50 000 clientes, especialmente en las comunas de Le Morne-Rouge y Gros-Morne. Numerosos caminos y calles, especialmente a lo largo de la costa norte, eran impasibles debido a deslizamientos de rocas, árboles caídos y postes de poder derribados. Las calles de Fort-de-France fueron inundadas. En la comuna costera de Le Carbet, mares agitados arrastraron a la costa grandes rocas y demolieron algunas estructuras costeras, mientras que algunos barcos fueron volados a lo largo de la bahía de la comuna de Schœlcher. El sector agrícola de Martinica sufrió pérdidas considerables: alrededor del 70 % de los cultivos de banano sufrieron daños por el viento, con casi todos los árboles derribados a lo largo de la costa norte. No hubo muertes en la isla, aunque cuatro personas resultaron heridas en el huracán, dos seriamente y dos ligeramente.

### Puerto Rico
| Rank | Huracán | Año  | Daños totales  |
| ---- | ------- | ---- | -------------- |
| 1    | Katrina | 2005 | $125 billones  |
| 1    | Harvey  | 2017 | $125 billones  |
| 3    | Ian     | 2022 | $112 billones  |
| 4    | Maria   | 2017 | $90 billones   |
| 5    | Helene  | 2024 | $78.7 billones |
| 6    | Ida     | 2021 | $75 billones   |
| 7    | Sandy   | 2012 | $65 billones   |
| 8    | Irma    | 2017 | $52.1 billones |
| 9    | Milton  | 2024 | $34.3 billones |
| 10   | Ike     | 2008 | $30 billones   |

El huracán María se considera el segundo huracán más catastrófico y poderoso que azota la isla, después del huracán San Felipe en 1928. Un viento sostenido de 64 mph (103 km/h) con una ráfaga a 113 mph (182 km/h) fue reportado en San Juan, inmediatamente antes del huracán tocar tierra en la isla. Después de su entrada al sureste de la isla se reportaron ráfagas de viento de 175 mph en el puerto de Yabucoa y 190 mph en el Campamento Santiago. Además, se registraron precipitaciones muy intensas en todo el territorio, alcanzando un máximo de 96.97 cm (96.92 cm en Caguas). Las inundaciones generalizadas afectaron a San Juan, llegando hasta 6 pies de altura en algunas áreas, y numerosas estructuras perdieron su techo. El barrio costero de La Perla, en San Juan, fue en gran parte destruido. Cataño sufrió daños considerables, y se estima que el barrio de Juana Matos fue destruido en un 80 %. El Aeropuerto Internacional Luis Muñoz Marín debía reabrir el 22 de septiembre, "ofreciendo a las víctimas del huracán la oportunidad de huir".
El oleaje de tormenta y las inundaciones repentinas –que provienen de los vertederos de las inundaciones en la represa del lago de la Plata– convergieron en la localidad de Toa Baja, atrapando a miles de residentes. Los sobrevivientes indican que las aguas de las inundaciones aumentaron al menos 6 pies (1.8 m) en 30 minutos, con aguas de inundación alcanzando una profundidad de 15 pies (4.6 m) en algunas áreas. Más de 2000 personas fueron rescatadas una vez que el auxilio militar llegó a la ciudad 24 horas después de la tormenta. Al menos ocho personas murieron debido a las inundaciones, mientras que muchas de ellas no han sido registradas.
El huracán destruyó por completo la red eléctrica de la isla, dejando así al 100 % de los abonados de la Autoridad de Energía Eléctrica sin el servicio.  El gobernador, Ricardo Rosselló, señaló que podría tomar meses para restaurar el poder en algunos lugares, con la alcaldesa de San Juan, Carmen Yulín Cruz, estimando que algunas áreas permanecerían sin energía durante cuatro a seis meses. Las redes de comunicación estaban paralizadas en toda la isla; El 95.2 % de las redes celulares se redujeron, y 48 de las 78 redes de la isla no funcionaron. Sólo una estación de radio, Cadena Wapa Radio, permaneció en el aire a través de la tormenta. La vecina isla de Vieques sufrió daños igualmente extensos. Las comunicaciones se perdieron en gran medida en toda la isla. La destrucción generalizada de la propiedad ocurrió con muchas estructuras niveladas.
Al menos 4645 personas murieron como resultado del huracán María y su devastación en Puerto Rico, según un nuevo estudio de Harvard divulgado el 29 de mayo de 2018, una estimación que supera de forma dramática la cifra oficial de muertos que mantiene el gobierno de Puerto Rico, que solo llega hasta 64.

## Consecuencias

### Dominica
Tras el paso del huracán, más del 85 % de las casas de la isla sufrieron daños, de las cuales más del 25 % fueron destruidas por completo, dejando a más de 50 000 de los 73 000 residentes de la isla desplazados. Después de la destrucción de miles de hogares, la mayoría de los supermercados y el sistema de suministro de agua, muchos de los residentes de Dominica necesitaban urgentemente alimentos, agua y refugio durante días. Sin acceso a electricidad o agua corriente, y con los sistemas de alcantarillado destruidos, surgieron temores de diarrea generalizada y disentería. La agricultura de la isla, una fuente vital de ingresos para muchos, fue arrasada ya que la mayoría de los árboles fueron aplastados. Mientras tanto, se esperaba que la fuerza impulsora de la economía –el turismo– fuera escasa en los meses que siguieron a María.
El primer ministro Roosevelt Skerrit describió la devastación provocada por Irma y María como un signo del cambio climático y la amenaza que representa para la supervivencia de su país, y afirmó: "Negar el cambio climático... es negar una verdad que acabamos de vivir". "Muchos isleños sufrieron problemas respiratorios como resultado del exceso de polvo proveniente de escombros". La ligera lluvia en las semanas posteriores a María alivió este problema, aunque también ralentizó los esfuerzos de recuperación, particularmente la reconstrucción de techos dañados.
El primer ministro instó a las iglesias a alentar a sus miembros a proporcionar viviendas a personas de la tercera edad y discapacitadas, muchos de los cuales permanecieron en estructuras dañadas a pesar de las donaciones de lonas de Venezuela, Palestina, Cuba, Jamaica y otros países. Cuando las escuelas comenzaron a reabrir sus puertas el 16 de octubre, el Fondo de las Naciones Unidas para la Infancia informó que toda la población infantil de Dominica (23 000 niños) seguía siendo vulnerable debido al acceso restringido al agua potable.

### Puerto Rico

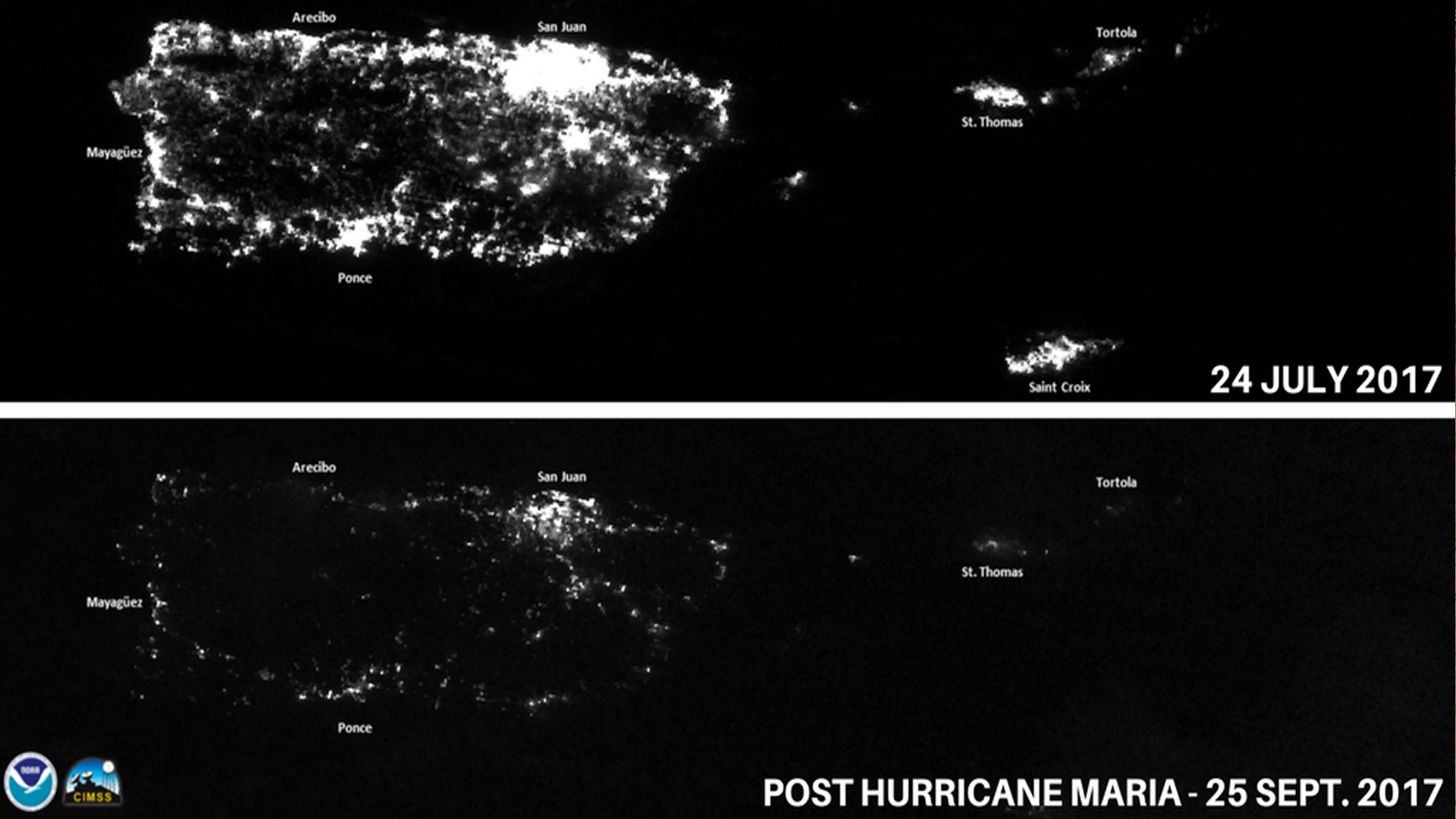
Comparación del sistema eléctrico de Puerto Rico antes y después del Huracán María – Imágenes tomadas por la NASA desde el espacio

Las redes eléctricas fueron destruidas efectivamente por el huracán, dejando a millones sin electricidad. El gobernador Ricardo Rosselló estimó que María causó al menos 90 mil millones de dólares en daños. Hasta el 26 de septiembre, el 95 % de la isla no tenía electricidad, menos de la mitad de la población tenía agua corriente y el 95 % de la isla no tenía servicio de telefonía celular. El 6 de octubre, un poco más de dos semanas después del huracán, el 89 % todavía no tenía electricidad, el 44 % no tenía servicio de agua y el 58 % no tenía servicio celular.
Un mes después del huracán, el 88 % de la isla no tenía electricidad (alrededor de 3 millones de personas), el 29 % carecía de agua corriente (alrededor de un millón de personas) y el 40 % de la isla no tenía servicio móvil. Todos los hospitales estaban abiertos, pero la mayoría estaban en generadores de respaldo que proporcionan una potencia limitada. Aproximadamente la mitad de las plantas de tratamiento de aguas residuales en la isla aún no funcionaban. FEMA informó que 60 000 hogares necesitaban ayuda para techar y distribuyeron 38 000 lonas para techos.
Las carreteras y puentes de la isla quedaron gravemente dañados casi un mes después. A solo 392 millas de las 5073 millas de carretera de Puerto Rico estaban abiertas. Algunas ciudades continúan aisladas y la entrega de suministros de socorro, incluidos alimentos y agua, se ve obstaculizada. Los helicópteros son la única alternativa. Al partir del 1 de octubre, hubo problemas constantes de escasez de combustible y distribución, con 720 de las 1100 estaciones de servicio abiertas. La represa de Guajataca sufrió daños estructurales y, el 22 de septiembre, el Servicio Meteorológico Nacional emitió una emergencia por inundaciones repentinas para partes del área en respuesta. Se ordenó a decenas de miles de personas que evacuaran el área, y se estima que unas 70 000 están en riesgo.
La totalidad de Puerto Rico fue declarada Zona de Desastre Federal poco después del huracán. La Agencia Federal para el Manejo de Emergencias (FEMA, por sus siglas en inglés) planeó abrir un puente aéreo con tres o cuatro aeronaves que llevarán suministros esenciales a la isla a partir del 22 de septiembre. Más allá de los vuelos relacionados con el esfuerzo de socorro, el tráfico comercial limitado se reanudó en el Aeropuerto Internacional Luis Muñoz Marín el 22 de septiembre en condiciones primitivas. Una docena de vuelos comerciales operaba diariamente a partir del 26 de septiembre. Al día siguiente, se informó que los aeropuertos estaban funcionando a su capacidad normal. 
En marcado contraste con los esfuerzos de socorro iniciales para el huracán Katrina y el terremoto de Haití de 2010, el 22 de septiembre, los únicos indicios de los esfuerzos de ayuda fueron asediados por los empleados del gobierno puertorriqueño. El gobierno del territorio contrató a 56 pequeñas empresas para ayudar a restaurar el poder. Ocho equipos de FEMA Urban Search & Rescue (US&R) fueron desplegados para ayudar en los esfuerzos de rescate.
Para el 3 de octubre, había 39 vuelos comerciales por día desde todos los aeropuertos puertorriqueños, alrededor de un cuarto del número normal.
El 13 de octubre, la administración de Trump solicitó $4.9 mil millones para financiar un programa de préstamos que Puerto Rico puede usar para abordar funciones básicas y necesidades de infraestructura. Hasta el 20 de octubre, solo el 18.5 % de la isla tenía electricidad, el 49.1 % de las torres celulares funcionaba, y el 69.5 % de los clientes tenían agua corriente, con la restauración más lenta en el norte. Los puertos y los vuelos comerciales volvieron a las operaciones normales, pero el 7.6 % de las ubicaciones de USPS, el 11.5 % de los supermercados y el 21.4 % de las estaciones de servicio aún estaban cerradas. 4246 personas aún vivían en refugios de emergencia y el turismo se redujo a la mitad. Hasta el 5 de noviembre, más de 200 000 personas han dejado Puerto Rico por el continente. Al menos 4645 personas murieron como resultado del huracán María y su devastación en Puerto Rico el año pasado, según un nuevo estudio de la Universidad de Harvard divulgado el 29 de mayo de 2018, una estimación que supera de forma dramática la cifra oficial de muertos que mantiene el gobierno de Puerto Rico, que solo llega hasta 64.

## Retiro del nombre
El 11 de abril de 2018, el nombre de María fue retirado por la Organización Meteorológica Mundial (OMM) y nunca más será usado para la temporada de huracanes del Atlántico debido a numerosos daños totales que dejó en el estado libre asociado de Puerto Rico y en Dominica. Fue sustituido el nombre de Margot para la temporada de 2023.